# Eulocastra zavattarii
Eulocastra zavattarii är en fjärilsart som beskrevs av Emilio Berio 1944. Eulocastra zavattarii ingår i släktet Eulocastra och familjen nattflyn. Inga underarter finns listade i Catalogue of Life.